# Anopsicus mckenziei
Anopsicus mckenziei là một loài nhện trong họ Pholcidae. Loài này được phát hiện ở México.